# پلتار
پلتار (به لاتین: Poltár) یک شهرک در اسلواکی با جمعیت ۵٬۹۲۹ نفر است که در Poltár District واقع شده‌است.